# Клубович, Марта
Ма́рта Клубо́вич (пол. Marta Klubowicz; род. 8 февраля 1963, Клодзко) — польская актриса театра, кино и телевидения, также актриса озвучивания.

## Биография
Марта Клубович родилась 8 февраля 1963 года в Клодзко. В 1985 г. окончила Государственную высшую театральную школу во Вроцлаве. Дебютировала в театре в 1984 году. Актриса театров в Варшаве, Ополе, Вроцлаве, Кошалине, Кракове, Хожуве. Выступает в спектаклях польского «театра телевидения» с 1985 года.

## Фильмография

#### Актриса
- 1983 — Каникулы с Мадонной / Wakacje z Madonną
- 1984 — Яйцо / Jajo
- 1985 — Девушки из Новолипок / Dziewczęta z Nowolipek
- 1985 — Райская яблоня / Rajska jabłoń
- 1985 — Ох, Кароль / Och, Karol
- 1986 — Тюльпан / Tulipan (телесериал)
- 1987 — Райская птица / Rajski ptak
- 1989 — Везде хорошо, где нас нет / Überall ist es besser, wo wir nicht sind (ФРГ)
- 1991 — Пограничье в огне / Pogranicze w ogniu (телесериал)
- 1994 — 1945 (Австрия)
- 1999 — Что сказал покойник (Россия)
- 1999 — Северная окраина / Nordrand (Австрия)
- 2000 — Без жалости / Nie ma zmiłuj
- 2000 — Влюблённые / Zakochani
- 2008 — Чёрный / Czarny

#### Дубляж
- 1997 — Солнечные часы / Słoneczny zegar